# Myrcia pinifolia
Myrcia pinifolia är en myrtenväxtart som beskrevs av Jacques Cambessèdes. Myrcia pinifolia ingår i släktet Myrcia och familjen myrtenväxter. Inga underarter finns listade i Catalogue of Life.